# Christina Krogshede
Christina Krogshede Nielsen (født 4. november 1981 på Frederiksberg) er en tidligere dansk håndboldspiller, som nu spiller for FIF. Hun er uddannet fysioterapeut. Hun var kommentator og ekspert for Discovery Danmark, under Sommer-OL 2020 i Tokyo.
Hun begyndte at spille håndbold som 10-årig i Frederiksberg IF. Krogshede fik debut på det danske A-landshold den 6. marts 2002. Få dage før Europamesterskaberne 2010 på hjemmebane havde hun i alt spillet 50 kampe og scoret 87 mål for nationalmandskabet. Hun deltog også under Sommer-OL 2012 i London.